# Plone
Plone és un sistema de gestió de continguts o CMS (Content Management System) de codi obert que funciona sobre el servidor d'aplicacions Zope. El llenguatge de programació amb el que estan desenvolupats Plone i Zope és el Python.

## El projecte
Amb Plone disposem d'una eina molt potent que ens permet crear extranets i intranets de manera molt fàcil i ràpida. Aquest gestor de continguts ens proporciona una base sobre la qual es poden anar muntant extensions o mòduls que afegeixen noves funcionalitats al sistema.
Una de les característiques principals de Plone és que pot créixer fàcilment i ser extensible gràcies a la instal·lació del que s'anomenen Products o productes, paquets instal·lables que poden augmentar, en molts sentits, les prestacions de Plone. Un producte pot ser una eina o un tipus de contingut.

### Principals característiques de Plone[4]
- és potent i flexible
- és fàcil d'utilitzar
- és fàcil d'instal·lar
- és internacional
- és estàndard
- és programari lliure
- és recolzat per una extensa comunitat
- és extensible
- és tecnològicament neutral
- és protegit per la Plone Foundation

## Història
El projecte Plone es va iniciar l'any 1999 amb Alexander Limi, Alan Runyan i Vidar Andersen. El 2001 es va llançar la primera versió i ràpidament es va crear una comunitat entorn del projecte que aportava cada vegada més productes complementaris desenvolupats pels mateixos usuaris. El creixement d'aquesta comunitat va propiciar que el 2003 s'iniciés una conferència anual i internacional que encara s'organitza avui en dia, la Plone Conference.
La versió Plone 2.0 va aparèixer durant el mes de març de 2004 i va aportar encara més característiques de personalització del Plone i millorava les funcions addicionals i complementàries.
Dos mesos més tard, al maig de 2004, es va crear la Plone Fundation amb l'objectiu de desenvolupar, comercialitzar i protegir Plone. Aquesta fundació té els drets de propietat sobre el codi base de Plone, la marca i el nom del domini. Tot i que aquesta fundació es va crear per protegir els drets de propietat, Plone segueix sent un gestor de continguts basat en la filosofia del programari lliure.
Plone 3 apareix al març de 2007 i Plone 4 al setembre de 2010. Actualment s'està treballant en la versió 5.
El dia 25 d'abril és considerat el Word Plone day i és l'excusa ideal per organitzar esdeveniments i xerrades que promoguin els beneficis d'utilitzar aquest gestor de continguts.

### Taula de versions[8]
| Versió estable | Data de llançament |
| -------------- | ------------------ |
| 0.1            | 1999               |
| 1.0            | 2003-02-06         |
| 2.0            | 2004-03-23         |
| 2.1            | 2005-09-06         |
| 2.5            | 2006-09-19         |
| 3.0            | 2007-08-21         |
| 3.1            | 2008-05-02         |
| 3.2            | 2009-02-07         |
| 3.3            | 2009-08-19         |
| 4.0            | 2010-09-01         |
| 4.1            | 2011-08-08         |
| 4.2            | beta               |

## Comunitat
La comunitat de Plone és en realitat qui ha permès l'evolució d'aquesta eina i els canvis i millores que s'han realitzat des del seu llançament.
Mitjançant els anomenats 'sprints', els desenvolupadors de tot el món, membres de la comunitat Plone, es reuneixen durant una setmana per ajudar a millorar les prestacions d'aquest programari.
L'equip de desenvolupadors de Plone s'ha classificat dins del 2% de les comunitats de codi obert més grans.